# Центар науке у Монтреалу
Центар науке у Монтреалу (фр. Centre des sciences de Montréal, енгл. Montreal Science Centre) један је од многобројних музеја у Монтреалу, у покрајини Квебек, Канада. Налази се у улици Краљ Едвард Пјер, на једном од докова старе градске луке у Монтреалу.
Музеј је замишљен као центар за популаризацију и стицања нових знања из области науке и технологије, кроз интерактивне изложбе о науци и технологији и специјалне филмске пројекције у ИМАКС систему. 
У том циљу у саставу музеја је и ИМАКС биоскоп у коме се за филмске пројекције примењује филмски формата ИМАКС, који за разлику од класичног филмског система, поседује могућност да снима и приказује слике далеко веће површине и резолуције.

## Историјат
Музеј је основан 6. маја 2000. године, и првобитно је био познат као iSci Centre, да би потом 2002. године променио назив у Центар науке у Монтреалу.
Музеј је под непосредном управом компаније енгл. Old Port of Montreal Corporation, једном од краљевских корпорација Владе Канаде. 

## Мисија музеја
Мисија музеја је да помогне посетиоцима свих узраста образовања да схвате науку и технологију и на основу стечених сазнања изграде своју будућност.
У том смислу музеј је намењен за свакога ко је заинтересован за науку и технологију и при томе жели да кроз динамични процес и интерактивна искуства стекне нова и обогати постојећа знања из области науке и технологије. 

## Коме је намењен музеј?
Јавности (посебно породицама)
Међу чијим члановима жели да подстакне интересовање за науку и технологију и подигне свест о њеном значају у савременом друштву. Ово се посбно односи на младе људе код којих музеј жели да покрене радозналост, страст и опредељење за стицањем нових знање из ових области, и евентуално развије жељу да сопствену каријеру усмере ка науци.
Образовном систему
Пре свега школским групама, у чијим редовима су будући научни истаживачи , школским заједницама и њиховим васпитачеима образованим и едукованим за преношење знања.
Предузећима и установама
Чијим се учешћем у образовању из области науке и техноилогије осигурава даље ширење знања у тим институцијама.

## Циљеви музеја
- Развој опште културе, науке и технологије.
- Развијање жеље код појединаца да сопствену каријеру усмере ка науци и технологији.
- Сарадња у едукацији едукатора из области науке.
- Промоција и обогаћивање знање у локалним предузећима и установама.[2]

## Радно време
Радно време Центар науке у Монтреалу је: 
- понедељак, уторак, среда и четвртак од 10:00 до 17:00 час.
- петак и субота од 10:00 до 21:00 час.
- недеље од 10:00 до 17:00 час.